# Henry Beresford (3e marquis de Waterford)
Pour les articles homonymes, voir Beresford.
Henry de La Poer Beresford, 3e marquis de Waterford (26 avril 1811 - 29 mars 1859), titré comte de Tyrone entre 1824 et 1826, est un pair irlandais.

## Biographie
Il est le deuxième fils d'Henry Beresford (2e marquis de Waterford), mais devient héritier du marquisat à la mort de son frère aîné, George Beresford, comte de Tyrone, en 1824. Il accède au marquisat à la mort de son père en 1826.

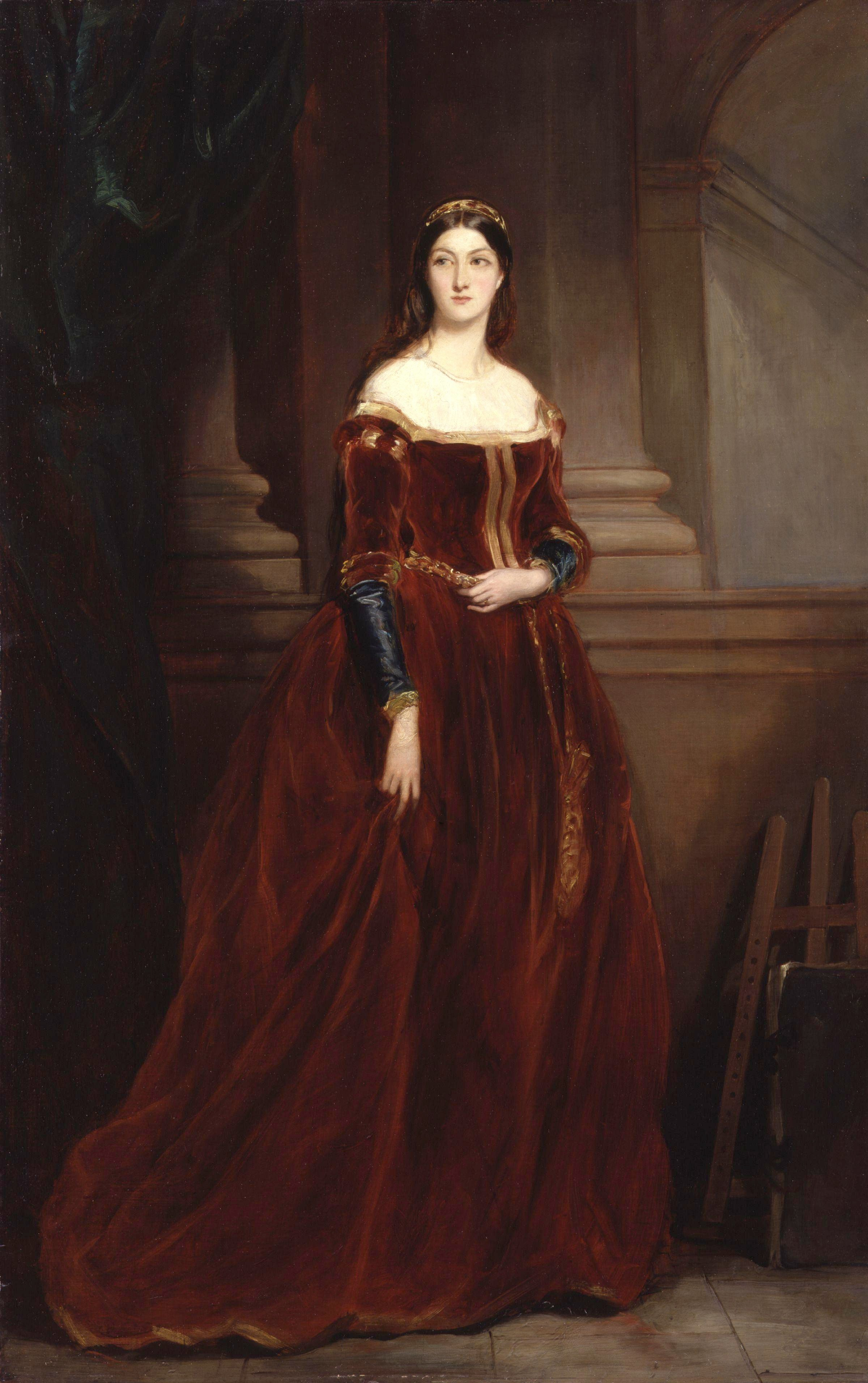
Louisa, épouse de Henry Beresford, par Francis Grant, 1859

En 1842, Lord Waterford épouse Louisa Stuart, fille de Charles Stuart (1er baron Stuart de Rothesay), et s'installe à Curraghmore House en Irlande, où il aurait mené une vie exemplaire jusqu'à sa mort dans un accident d'équitation en 1859. Son frère cadet, John Beresford (4e marquis de Waterford), lui succède.